# Campionati mondiali juniores di sci nordico 2021
I Campionati mondiali juniores di sci nordico 2021, 44ª edizione della manifestazione organizzata dalla Federazione Internazionale Sci, si sono svolti a Lahti e a Vuokatti, in Finlandia, dal 9 al 14 febbraio. Il programma ha incluso gare di combinata nordica, salto con gli sci e sci di fondo, tutte sia maschili sia femminili, e una gara a squadre mista di combinata nordica.

## Assegnazione e impianti

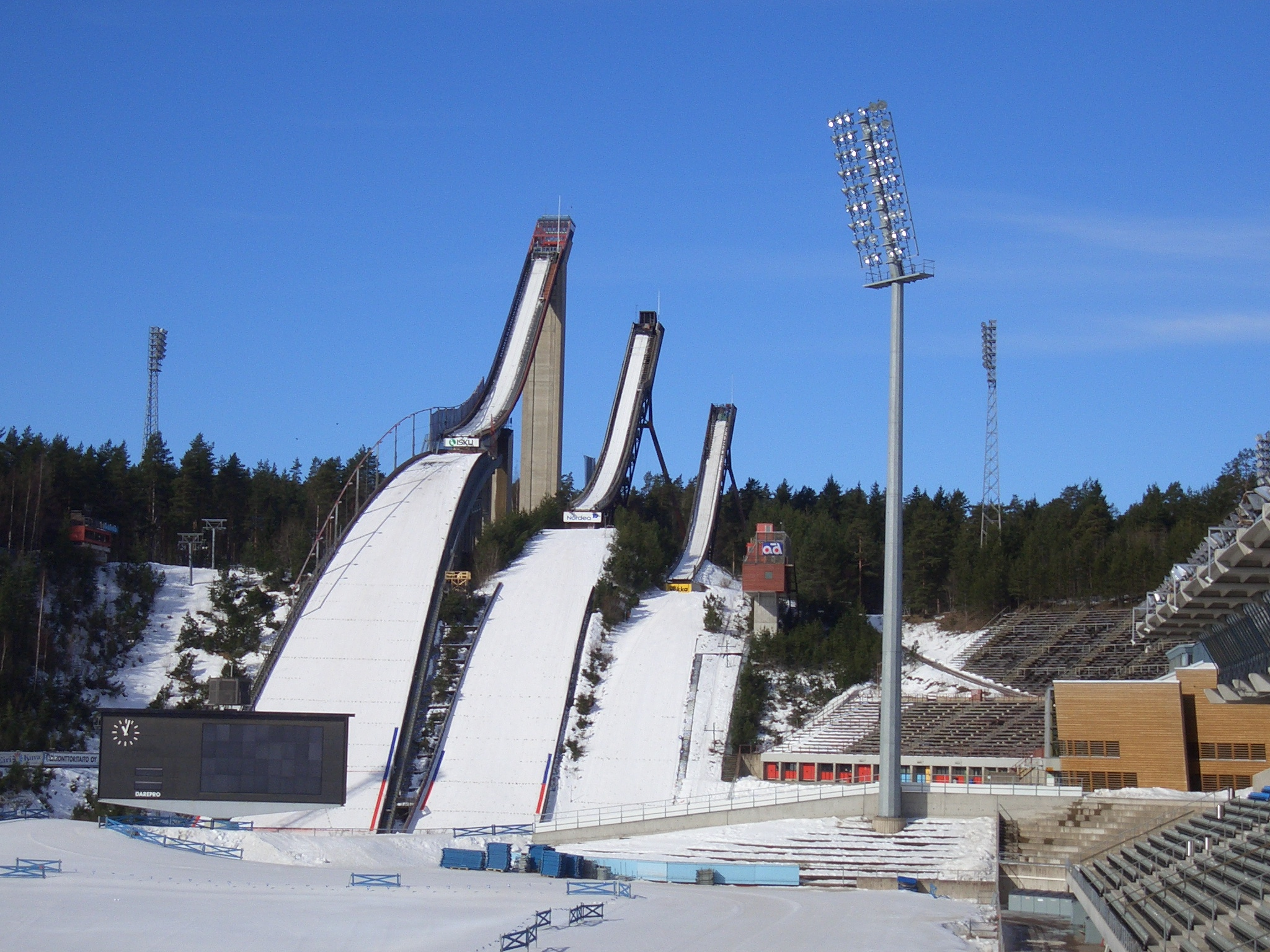
I trampolini Salpausselkä

La sede è stata decisa dalla FIS il 13 novembre 2020 dopo la rinuncia di Zakopane a causa della pandemia di COVID-19; Lahti ha già ospitato la rassegna iridata giovanile nel 2019. Le gare di combinata nordica e di salto con gli sci si sono disputate a Lahti sul trampolino Salpausselkä HS100, quelle di sci di fondo a Vuokatti.

## Risultati

### Uomini

#### Combinata nordica

##### Trampolino normale
| Pos. | Atleta             | Nazione   | Tempo   |
| ---- | ------------------ | --------- | ------- |
| 1    | Johannes Lamparter | Austria   | 26:24,3 |
| 2    | Mattéo Baud        | Francia   | 27:13,7 |
| 3    | Stefan Rettenegger | Austria   | 27:20,2 |
| 4    | Otto Niittykoski   | Finlandia | 27:53,8 |
| 5    | Andreas Skoglund   | Norvegia  | 28:12,6 |
| 6    | Manuel Einkemmer   | Austria   | 28:12,6 |
| 7    | Perttu Reponen     | Finlandia | 28:30,2 |
| 8    | Kodai Kimura       | Giappone  | 28:39,1 |
| 9    | Christian Frank    | Germania  | 28:51,4 |
| 10   | Eidar Johan Strøm  | Norvegia  | 29:01,9 |

Data: 11 febbraio

Località: Lahti

Formula di gara: Gundersen NH/10 km

1ª manche:

Ore: 13.00 (UTC+2)

Trampolino: Salpausselkä HS100

2ª manche:

Ore: 16.00 (UTC+2)

Distanza: 10 km

#### Salto con gli sci

##### Trampolino normale
| Pos. | Atleta                 | Nazione  | Punti |
| ---- | ---------------------- | -------- | ----- |
| 1    | Niklas Bachlinger      | Austria  | 263,9 |
| 2    | David Haagen           | Austria  | 263,3 |
| 3    | Dominik Peter          | Svizzera | 261,5 |
| 4    | Daniel Tschofenig      | Austria  | 256,9 |
| 5    | Jernej Presečnik       | Slovenia | 251,3 |
| 6    | Ren Nikaidō            | Giappone | 250,8 |
| 7    | Elias Medwed           | Austria  | 247,0 |
| 8    | Bendik Jakobsen Heggli | Norvegia | 245,1 |
| 9    | Rok Masle              | Slovenia | 243,8 |
| 10   | Žak Mogel              | Slovenia | 243,3 |

Data: 11 febbraio

Località: Lahti

Ore: 18.00 (UTC+2)

Trampolino: Salpausselkä HS100

##### Gara a squadre
| Pos. | Nazione   | Atleti                                                                       | Punti |
| ---- | --------- | ---------------------------------------------------------------------------- | ----- |
| 1    | Austria   | David Haagen Daniel Tschofenig Elias Medwed Niklas Bachlinger                | 986,2 |
| 2    | Slovenia  | Žak Mogel Jan Bombek Rok Masle Jernej Presečnik                              | 914,7 |
| 3    | Russia    | Il'ja Man'kov Maksim Kolobov Danil Sadreev Michail Purtov                    | 903,1 |
| 4    | Norvegia  | Iver Olaussen Adrian Thon Gundersrud Benjamin Østvold Bendik Jakobsen Heggli | 901,7 |
| 5    | Francia   | Mathis Contamine Jack White Alessandro Batby Valentin Foubert                | 852,4 |
| 6    | Giappone  | Sota Kudō Tatsunao Kobayashi Daimatsu Takehana Ren Nikaidō                   | 827,4 |
| 7    | Italia    | Mattia Galliani Daniel Moroder Francesco Cecon Giovanni Bresadola            | 824,9 |
| 8    | Germania  | Quirin Modricker Claudio Haas Eric Fuchs Simon Spiewok                       | 806,5 |
| 9    | Finlandia | Arttu Pohjola Kasperi Valto Tuomas Kinnunen Mico Ahonen                      | 388,1 |
| 10   | Rep. Ceca | Kryštof Hauser Petr Vaverka František Lejsek Radek Rýdl                      | 361,5 |

Data: 12 febbraio

Località: Lahti

Ore: 16.43 (UTC+2)

Trampolino: Salpausselkä HS100

#### Sci di fondo

##### 10 km
| Pos. | Atleta                | Nazione     | Tempo   |
| ---- | --------------------- | ----------- | ------- |
| 1    | Martin Kirkeberg Mørk | Norvegia    | 24:26,6 |
| 2    | Alexander Stahlberg   | Finlandia   | 24:41,5 |
| 3    | Olivier Léveillé      | Canada      | 24:53,9 |
| 4    | Jonas Vika            | Norvegia    | 24:59,3 |
| 5    | Zanden McMullen       | Stati Uniti | 25:06,6 |
| 6    | Edvard Sandvik        | Norvegia    | 25:15,8 |
| 7    | Elia Barp             | Italia      | 25:20,3 |
| 8    | Niko Anttola          | Finlandia   | 25:24,4 |
| 9    | Aleksandr Ivšin       | Russia      | 25:25,4 |
| 10   | Thomas Stephen        | Canada      | 25:29,8 |

Data: 12 febbraio

Località: Vuokatti

Ore: 11.20 (UTC+2)

Tecnica libera

##### 30 km
| Pos. | Atleta                 | Nazione   | Tempo     |
| ---- | ---------------------- | --------- | --------- |
| 1    | Aleksandr Ivšin        | Russia    | 1:21:22,2 |
| 2    | Jan-Friedrich Dörks    | Germania  | 1:21:24,8 |
| 3    | Alexander Stahlberg    | Finlandia | 1:21:27,8 |
| 4    | Viktor Žul'            | Russia    | 1:22:00,7 |
| 5    | Stephen Thomas         | Canada    | 1:22:02,1 |
| 6    | Korbinian Heiland      | Germania  | 1:22:02,5 |
| 7    | Alessandro Chiocchetti | Italia    | 1:22:02,8 |
| 8    | Truls Gisselman        | Svezia    | 1:22:03,5 |
| 9    | Lars Agnar Hjelmeset   | Norvegia  | 1:22:14,2 |
| 10   | Martin Kirkeberg Mörk  | Norvegia  | 1:22:18   |

Data: 14 febbraio

Località: Vuokatti

Ore: 12.40 (UTC+2)

Tecnica classica

Partenza in linea

##### Sprint
| Pos. | Atleta               | Nazione   |
| ---- | -------------------- | --------- |
| 1    | Niilo Moilanen       | Finlandia |
| 2    | Lars Agnar Hjelmeset | Norvegia  |
| 3    | Emil Danielsson      | Svezia    |
| 4    | George Ersson        | Svezia    |
| 5    | Nikolai Holmboe      | Norvegia  |
| 6    | Vladimir Rybkin      | Russia    |
| 7    | Edvin Anger          | Svezia    |
| 8    | Viktor Žul'          | Russia    |
| 9    | Truls Gisselman      | Svezia    |
| 10   | Jan Stölben          | Germania  |

Data: 9 febbraio

Località: Vuokatti

Qualificazioni:

Ore: 10.00 (UTC+2)

Finale:

Ore: 12.00 (UTC+2)

Tecnica classica

##### Staffetta
| Pos. | Nazione     | Atleti                                                               | Tempo   |
| ---- | ----------- | -------------------------------------------------------------------- | ------- |
| 1    | Norvegia    | Edvard Sandvik Jonas Vika Martin Kirkeberg Mørk Lars Agnar Hjelmeset | 49:45,3 |
| 2    | Finlandia   | Niilo Moilanen Niko Anttola Eemil Helander Alexander Stahlberg       | 50:05,3 |
| 3    | Italia      | Fabio Longo Alessandro Chiocchetti Luca Sclisizzo Elia Barp          | 50:07,9 |
| 4    | Russia      | Viktor Žul' Aleksandr Ivšin Nikita Rodionov Sergej Volkov            | 50:08,0 |
| 5    | Germania    | Elias Keck Korbinian Heiland Jan-Friedrich Dörks Jan Stölben         | 50:52,9 |
| 6    | Canada      | Xavier McKeever Thomas Stephen Joe Davis Olivier Léveillé            | 50:55,1 |
| 7    | Svezia      | George Ersson Emil Danielsson Truls Gisselman Edvin Anger            | 51:11,2 |
| 8    | Stati Uniti | Michael Earnhart Zanden McMullen Will Koch Johnny Hagenbuch          | 51:12,7 |
| 9    | Svizzera    | Nicola Wigger Cla-Ursin Nufer Antonin Savary Niclas Steiger          | 51:27,7 |
| 10   | Francia     | Gaspard Rousset Antoine Hericher Julien Arnaud Rémi Bourdin          | 52:22,3 |

Data: 13 febbraio

Località: Vuokatti

Ore: 10.00 (UTC+2)

2 frazioni da 5 km a tecnica classica

2 frazioni da 5 km a tecnica libera

### Donne

#### Combinata nordica

##### Trampolino normale
| Pos. | Atleta               | Nazione  | Tempo   |
| ---- | -------------------- | -------- | ------- |
| 1    | Gyda Westvold Hansen | Norvegia | 15:24,8 |
| 2    | Marte Leinan Lund    | Norvegia | 16:30,5 |
| 3    | Lisa Hirner          | Austria  | 16:33,8 |
| 4    | Yuna Kasai           | Giappone | 16:56,7 |
| 5    | Ayane Miyazaki       | Giappone | 17:06,1 |
| 6    | Daniela Dejori       | Italia   | 17:07,1 |
| 7    | Marija Kuzmina       | Russia   | 17:07,2 |
| 8    | Ema Volavšek         | Slovenia | 17:15,8 |
| 9    | Annika Sieff         | Italia   | 17:29,9 |
| 10   | Mille Moen Flatla    | Norvegia | 17:45,2 |

Data: 10 febbraio

Località: Lahti

Formula di gara: Gundersen NH/5 km

1ª manche:

Ore: 13.00 (UTC+2)

Trampolino: Salpausselkä HS100

2ª manche:

Ore: 16.00 (UTC+2)

Distanza: 5 km

#### Salto con gli sci

##### Trampolino normale
| Pos. | Atleta               | Nazione   | Punti |
| ---- | -------------------- | --------- | ----- |
| 1    | Thea Minyan Bjørseth | Norvegia  | 239,0 |
| 2    | Joséphine Pagnier    | Francia   | 218,5 |
| 3    | Jerneja Brecl        | Slovenia  | 213,0 |
| 4    | Lisa Eder            | Austria   | 208,7 |
| 5    | Anna Špynëva         | Russia    | 194,6 |
| 6    | Klára Ulrichová      | Rep. Ceca | 194,1 |
| 7    | Hannah Wiegele       | Austria   | 193,2 |
| 8    | Anna Twardosz        | Polonia   | 190,0 |
| 9    | Jessica Malsiner     | Italia    | 186,2 |
| 10   | Aleksandra Baranceva | Russia    | 185,3 |

Data: 11 febbraio

Località: Lahti

Ore: 9.50 (UTC+2)

Trampolino: Salpausselkä HS100

##### Gara a squadre
| Pos. | Nazione     | Atleti                                                                        | Punti |
| ---- | ----------- | ----------------------------------------------------------------------------- | ----- |
| 1    | Austria     | Hannah Wiegele Vanessa Moharitsch Julia Mühlbacher Lisa Eder                  | 883,6 |
| 2    | Russia      | Anna Špynëva Aleksandra Baranceva Anastasija Subbotina Irma Machinja          | 828,7 |
| 3    | Slovenia    | Nika Prevc Nika Vetrih Jerneja Repinc Zupančič Jerneja Brecl                  | 818,0 |
| 4    | Giappone    | Kurumi Ichinohe Ayuka Kamoda Ringo Miyajima Riko Sakurai                      | 786,3 |
| 5    | Germania    | Lia Böhme Josephin Laue Michelle Göbel Selina Freitag                         | 758,9 |
| 6    | Polonia     | Anna Twardosz Nicole Konderla Wiktoria Przybyła Kamila Karpiel                | 749,0 |
| 7    | Norvegia    | Frida Berger Ingrid Hordvik Kleven Mathilde Årva Selbekk Thea Minyan Bjørseth | 695,3 |
| 8    | Italia      | Martina Zanitzer Martina Ambrosi Annika Sieff Jessica Malsiner                | 681,0 |
| 9    | Stati Uniti | Jillian Highfill Samantha Macuga Paige Jones Annika Belshaw                   | 296,8 |
| 10   | Finlandia   | Annamaija Oinas Alva Thors Vilma Meis Julia Tervahartiala                     | 258,3 |

Data: 12 febbraio

Località: Lahti

Ore: 19.05 (UTC+2)

Trampolino: Salpausselkä HS100

#### Sci di fondo

##### 5 km
| Pos. | Atleta               | Nazione   | Tempo   |
| ---- | -------------------- | --------- | ------- |
| 1    | Veronika Stepanova   | Russia    | 13:44,3 |
| 2    | Evgenija Krupickaja  | Russia    | 14:00,8 |
| 3    | Margrethe Bergane    | Norvegia  | 14:11,7 |
| 4    | Moa Hansson          | Svezia    | 14:12,6 |
| 5    | Lisa Ingesson        | Svezia    | 14:15,9 |
| 6    | Dinigeer Yilamujiang | Cina      | 14:21,6 |
| 7    | Karolina Kaleta      | Polonia   | 14:26,9 |
| 8    | Anna Kožinova        | Russia    | 14:28,4 |
| 9    | Ida Haapala          | Finlandia | 14:31,4 |
| 10   | Ol'ga Žoludeva       | Russia    | 14:31,8 |

Data: 12 febbraio

Località: Vuokatti

Ore: 10.00 (UTC+2)

Tecnica libera

##### 15 km
| Pos. | Atleta              | Nazione  | Tempo   |
| ---- | ------------------- | -------- | ------- |
| 1    | Margrethe Bergane   | Norvegia | 45:37,7 |
| 2    | Lisa Eriksson       | Svezia   | 46:02,1 |
| 3    | Helen Hoffmann      | Germania | 46:03,3 |
| 4    | Evgenija Krupickaja | Russia   | 46:05,7 |
| 5    | Märta Rosenberg     | Svezia   | 46:38,4 |
| 6    | Nadja Kälin         | Svizzera | 46:51,2 |
| 7    | Moa Hansson         | Svezia   | 46:51,3 |
| 8    | Lisa Ingesson       | Svezia   | 46:53,7 |
| 9    | Runa Ulvang         | Norvegia | 46:55,9 |
| 10   | Anja Weber          | Svizzera | 47:03,1 |

Data: 14 febbraio

Località: Vuokatti

Ore: 10.40 (UTC+2)

Tecnica classica

Partenza in linea

##### Sprint
| Pos. | Atleta              | Nazione   |
| ---- | ------------------- | --------- |
| 1    | Monika Skinder      | Polonia   |
| 2    | Moa Hansson         | Svezia    |
| 3    | Karolina Kaleta     | Polonia   |
| 4    | Veronika Stepanova  | Russia    |
| 5    | Vilma Ryytty        | Finlandia |
| 6    | Maria Hartz Melling | Norvegia  |
| 7    | Siiri Kaijansinkko  | Finlandia |
| 8    | Anna Heggen         | Norvegia  |
| 9    | Ul'jana Nikolova    | Russia    |
| 10   | Siri Wigger         | Svizzera  |

Data: 9 febbraio

Località: Vuokatti

Qualificazioni:

Ore: 10.00 (UTC+2)

Finale:

Ore: 12.00 (UTC+2)

Tecnica classica

##### Staffetta
| Pos. | Nazione   | Atleti                                                                | Tempo   |
| ---- | --------- | --------------------------------------------------------------------- | ------- |
| 1    | Svezia    | Märta Rosenberg Lisa Eriksson Lisa Ingesson Moa Hansson               | 37:50,5 |
| 2    | Russia    | Anna Kožinova Evgenija Krupickaja Ol'ga Žoludeva Veronika Stepanova   | 37:50,8 |
| 3    | Norvegia  | Maria Hartz Melling Emma Kirkeberg Mørk Anna Heggen Margrethe Bergane | 38:16,9 |
| 4    | Svizzera  | Nadja Kälin Siri Wigger Anja Weber Marina Kälin                       | 39:21,3 |
| 5    | Finlandia | Vilma Ryytty Siiri Kaijansinkko Ida Haapala Hilla Niemela             | 39:23,1 |
| 6    | Polonia   | Daria Szkurat Monika Skinder Karolina Kukuczka Karolina Kaleta        | 39:29,7 |
| 7    | Estonia   | Johanna Udras Kaidy Kaasiku Keidy Kaasiku Eliisabet Kool              | 39:37,6 |
| 8    | Germania  | Germana Thannheimer Verena Veit Helen Hoffmann Linda Schumacher       | 40:02,6 |
| 9    | Canada    | Molly Miller Jasmine Drolet Liliane Gagnon Anna Pryce                 | 40:11,5 |
| 10   | Francia   | Julie Pierrel Liv Coupat Maëlle Veyre Tania Kurek                     | 40:24,4 |

Data: 13 febbraio

Località: Vuokatti

Ore: 8.30 (UTC+2)

2 frazioni da 3,3 km a tecnica classica

2 frazioni da 3,3 km a tecnica libera

### Misto

#### Combinata nordica

##### Gara a squadre
| Pos. | Atleta      | Nazione                                                                   | Tempo   |
| ---- | ----------- | ------------------------------------------------------------------------- | ------- |
| 1    | Norvegia    | Eidar Johan Strøm Marte Leinan Lund Gyda Westvold Hansen Andreas Skoglund | 41:29,1 |
| 2    | Austria     | Manuel Einkemmer Lisa Hirner Sigrun Kleinrath Stefan Rettenegger          | 41:33,1 |
| 3    | Italia      | Iacopo Bortolas Annika Sieff Daniela Dejori Domenico Mariotti             | 42:21,1 |
| 4    | Germania    | Christian Frank Jenny Nowak Maria Gerboth Tristan Sommerfeldt             | 42:22,7 |
| 5    | Giappone    | Yūto Nishikata Yuna Kasai Ayane Miyazaki Kodai Kimura                     | 43:09,7 |
| 6    | Stati Uniti | Niklas Malacinski Alexa Brabec Annika Malacinski Evan Nichols             | 44:37,8 |
| 7    | Finlandia   | Rasmus Ähtävä Annamaija Oinas Alva Thors Otto Niittykoski                 | 45:06,9 |
| 8    | Slovenia    | Matic Hladnik Ema Volavšek Silva Verbič Uroš Vrbek                        | 46:19,3 |
| 9    | Russia      | David Ibragimov Čulpan Valieva Marija Kuzmina Ėduard Žirnov               | 46:22,5 |
| 10   | Rep. Ceca   | Petr Šablatura Tereza Koldovská Jolana Hradilová Jiří Konvalinka          | 47:33,2 |

Data: 12 febbraio

Località: Lahti

1ª manche:

Ore: 10.30 (UTC+2)

Trampolino: Salpausselkä HS100

2ª manche:

Ore: 13.00 (UTC+2)

2 frazioni da 5 km

2 frazioni da 2,5 km

## Medagliere per nazioni
| Pos. | Nazione   | Oro | Argento | Bronzo | Totale |
| ---- | --------- | --- | ------- | ------ | ------ |
| 1    | Norvegia  | 6   | 2       | 2      | 10     |
| 2    | Austria   | 4   | 2       | 2      | 8      |
| 3    | Russia    | 2   | 3       | 1      | 6      |
| 4    | Finlandia | 1   | 2       | 1      | 4      |
| 4    | Svezia    | 1   | 2       | 1      | 4      |
| 6    | Polonia   | 1   | 0       | 1      | 2      |
| 7    | Francia   | 0   | 2       | 0      | 2      |
| 8    | Slovenia  | 0   | 1       | 2      | 3      |
| 9    | Germania  | 0   | 1       | 1      | 2      |
| 10   | Italia    | 0   | 0       | 2      | 2      |
| 11   | Canada    | 0   | 0       | 1      | 1      |
| 11   | Svizzera  | 0   | 0       | 1      | 1      |